# Gislebertus

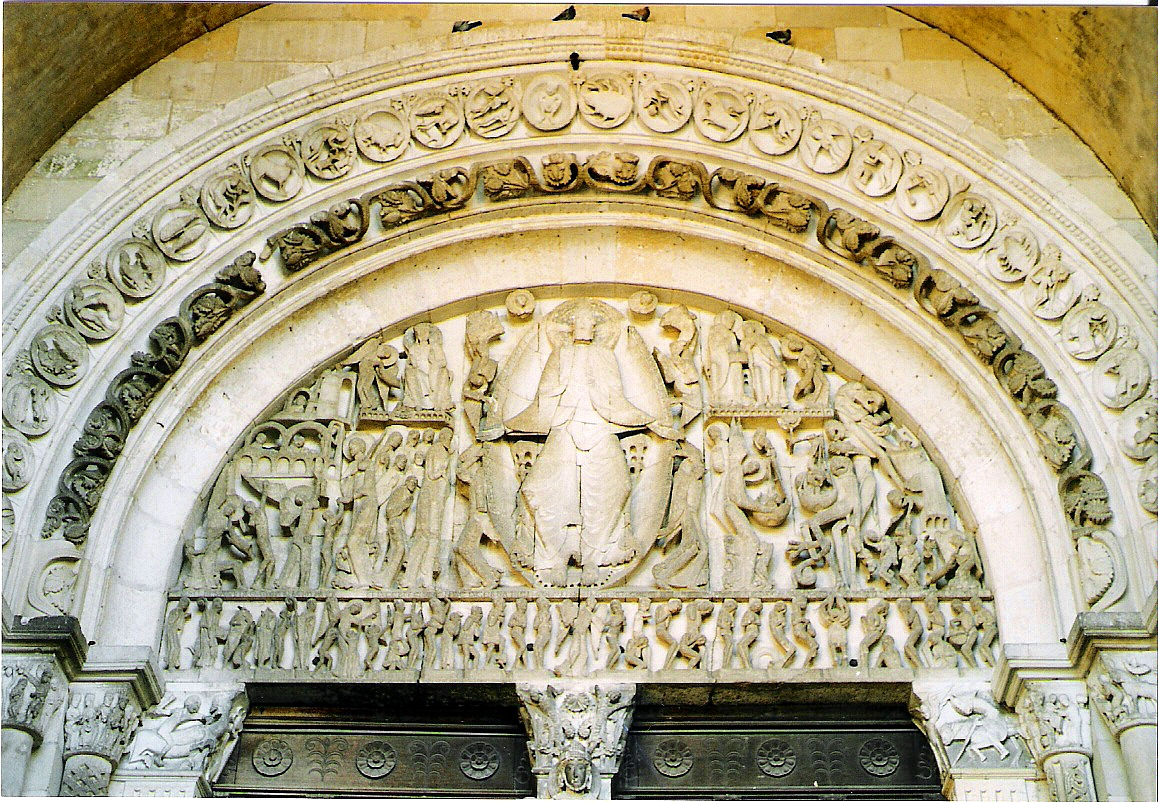
Tympanon z Sądem Ostatecznym, katedra w Autun

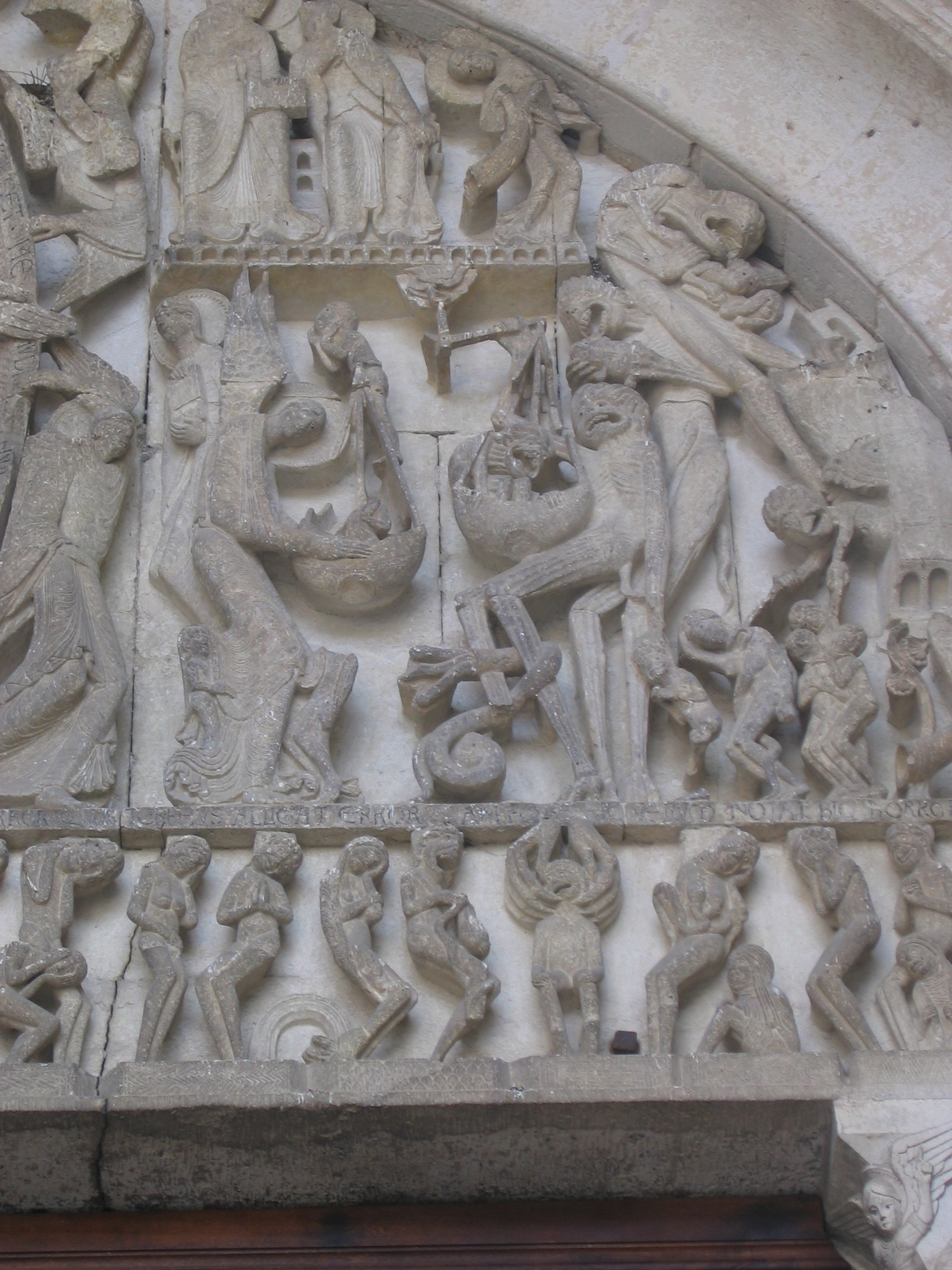
Fragment tympanonu z fasady zach. w Autun - ważenie dusz

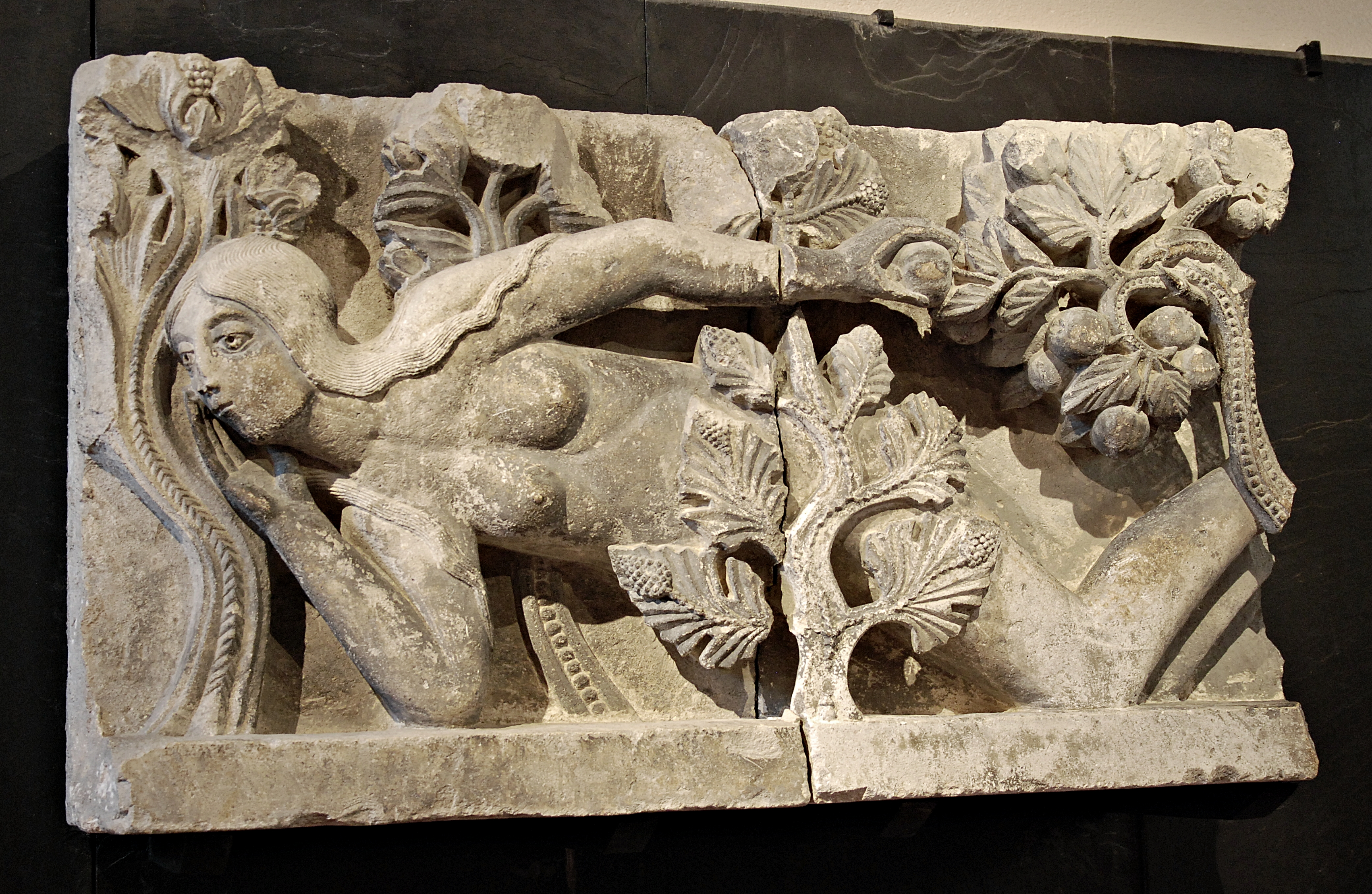
Ewa, obecnie w Musée Rolin, Autun

Gislebertus (XII wiek) – francuski rzeźbiarz romański.
Na podstawie badań Jerzego (George'a) Żarneckiego została mu przypisana prawie cała dekoracja rzeźbiarska katedry Saint-Lazare w Autun z lat ok. 1120-1135. Badacz powiązał również tego rzeźbiarza z pojedynczymi rzeźbami z Cluny i Vézelay, gdzie jego zdaniem Gislebertus zaczynał swoją działalność. Twórczość Gislebertusa wywodzi się z kręgu Cluny. Zdaniem Willibalda Sauerländera Gislebertus rysuje delikatniej, powściągliwiej od niespokojnego twórcy tympanonu w Vézelay. Cieszy go praca nad detalem, czego nie można powiedzieć o rzeźbiarzach kluniackich. Lubi też smukłe, drobne postacie o miękkich ruchach.
Imię rzeźbiarza zachowało się w podpisie, widniejącym w tympanonie głównego portalu w zachodniej fasadzie katedry w Autun: Gislebertus hic fecit (Gislebertus to zrobił). Tympanon, wyrzeźbiony ok. 1130 roku, przedstawia scenę Sądu Ostatecznego o oryginalnych i indywidualnych rozwiązaniach. Z prawej strony znajduje się scena ważenia dusz z podobnymi do szkieletów diabłami i niezwykle wysmukłym Archaniołem Michałem, w którego płaszczu chronią się ludzie. Wściekłość demonów i rozpacz potępionych kontrastuje ze szczęśliwością zbawionych. 
W północnym portalu katedry, w scenie Grzechu Pierworodnego, znajdowała się pierwotnie rzeźba Ewy (obecnie Musée Rolin, Autun). Jest to półleżąca, naga postać w prostokątnym polu, częściowo przysłonięta przez otaczającą ją roślinność. Lewą ręką sięga po jabłko.

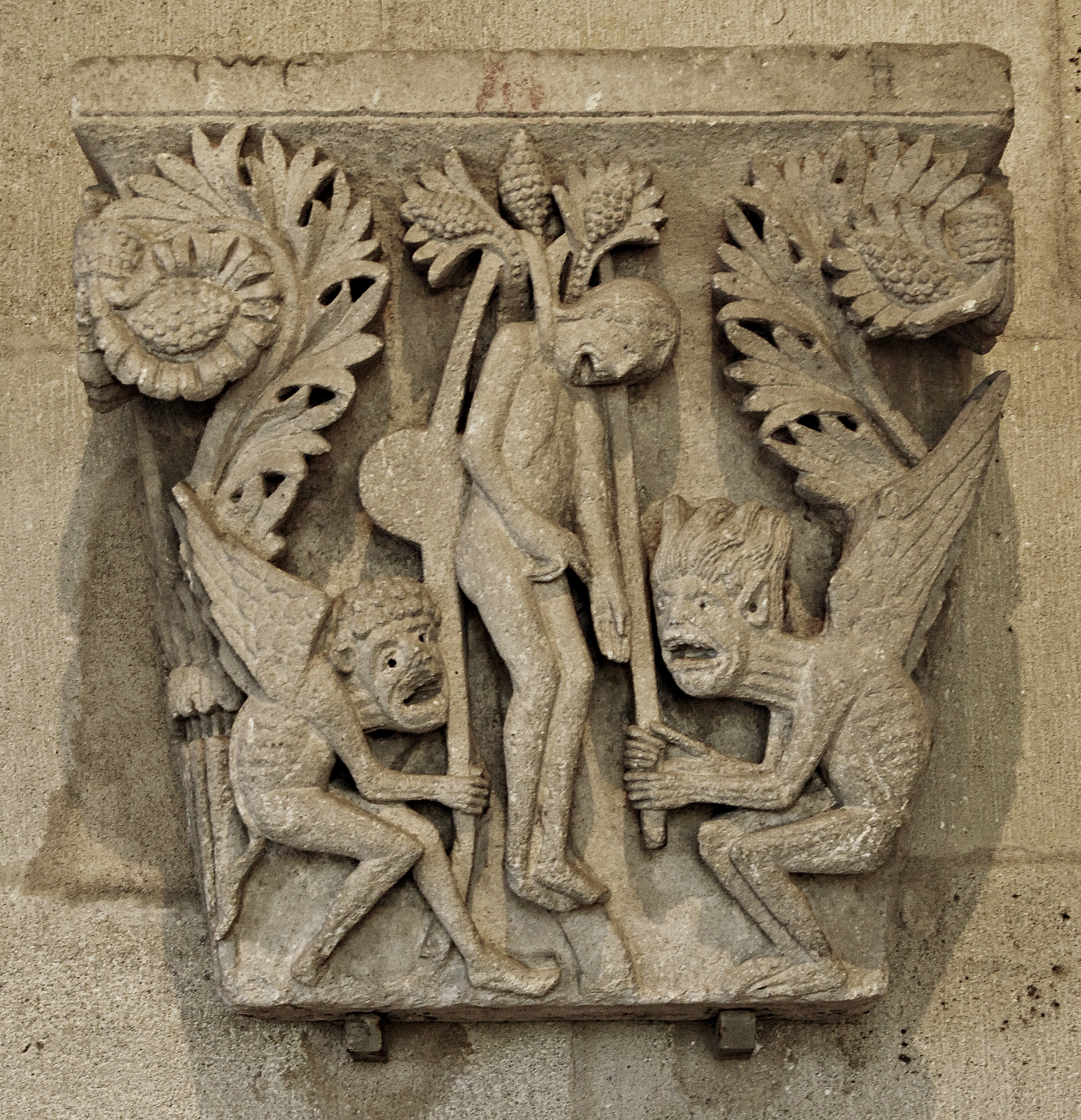
Kapitel z samobójstwem Judasza, katedra w Autun
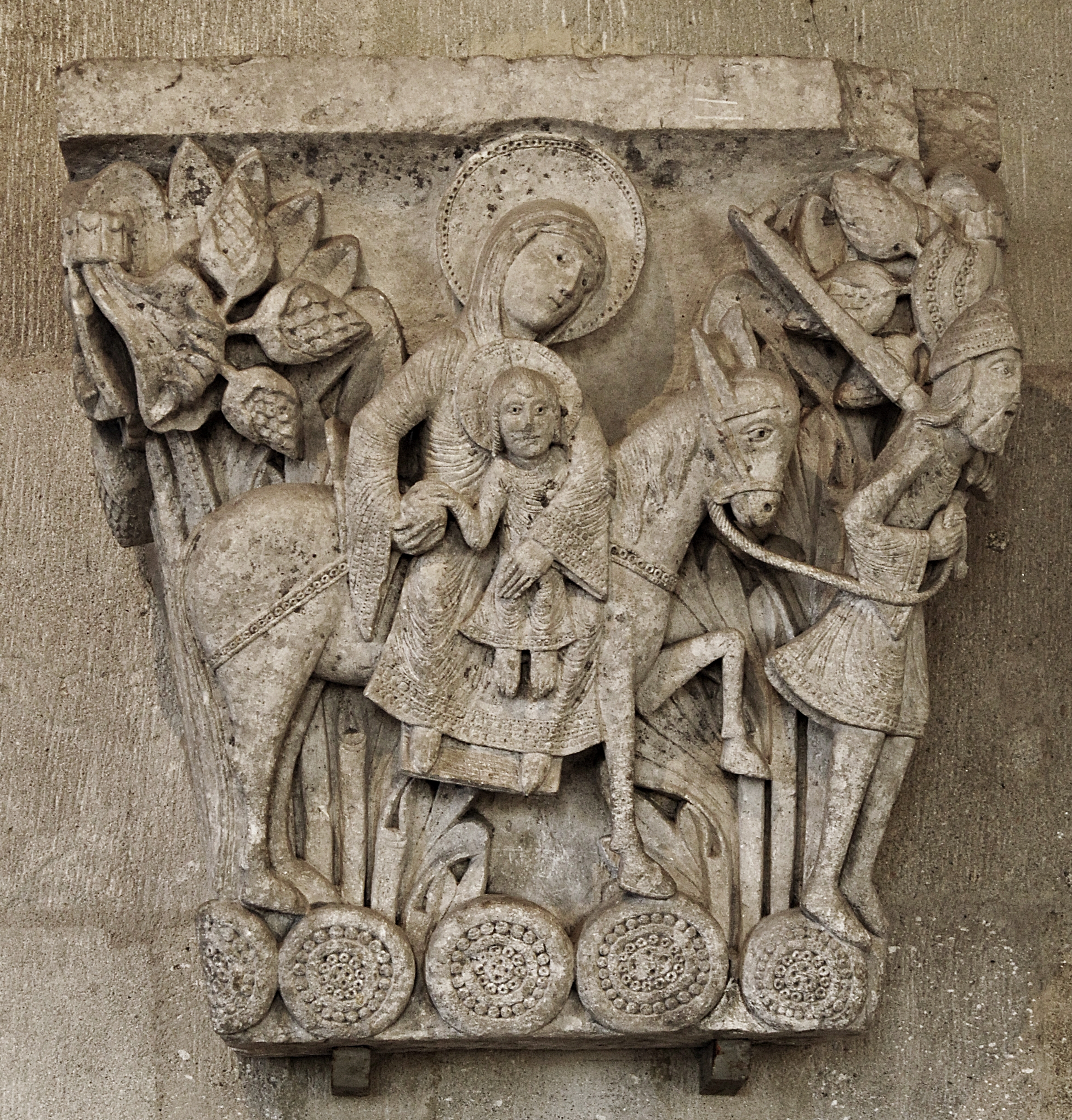
Kapitel z ucieczką do Egiptu, katedra w Autun
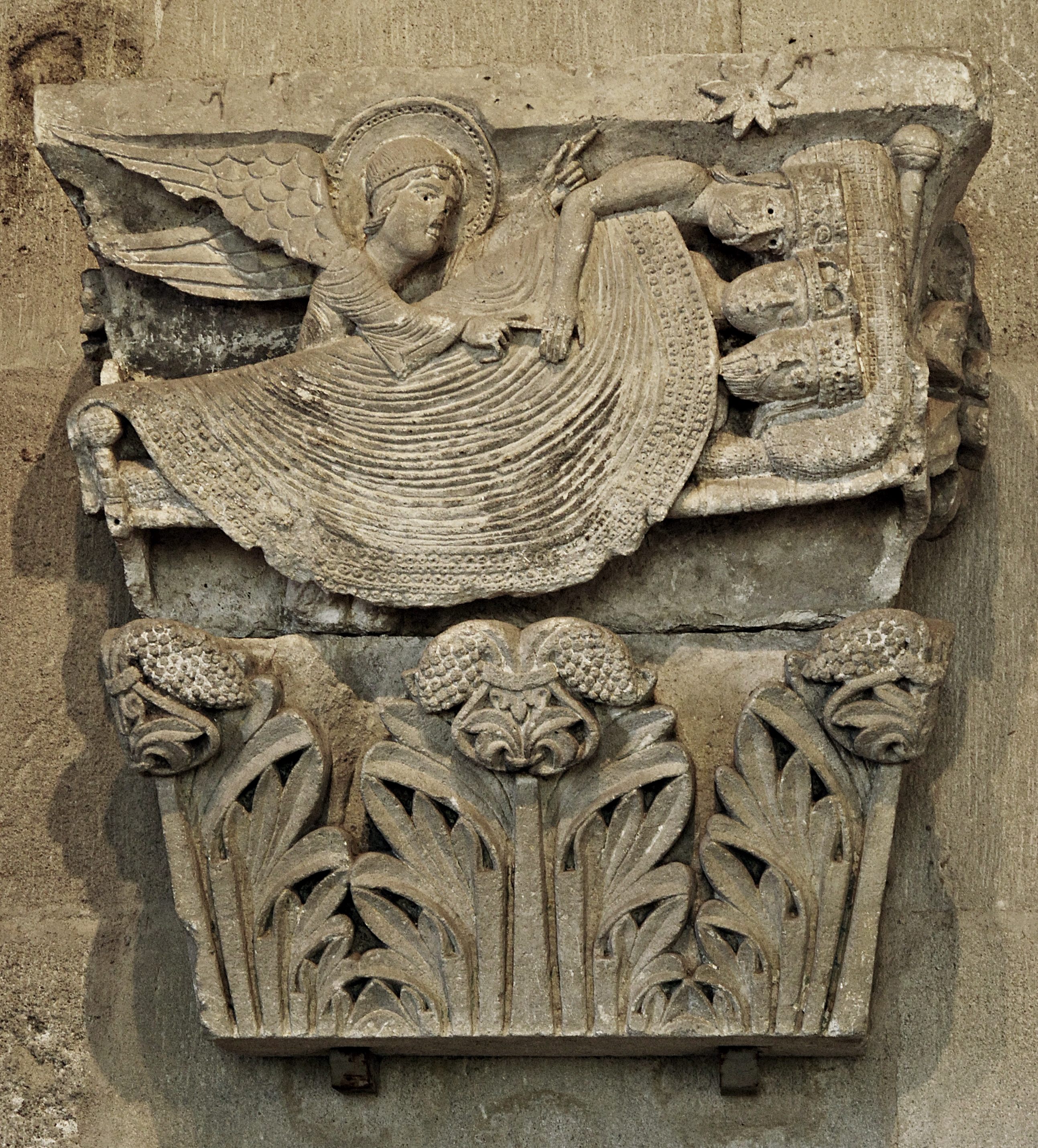
Kapitel ze snem trzech króli, katedra w Autun